# Бристоль (Техас)
Бристоль (англ. Bristol) — переписна місцевість (CDP) в США, в окрузі Елліс штату Техас. Населення — 714 особи (2020).

## Географія
Бристоль розташований за координатами 32°26′41″ пн. ш. 96°34′4″ зх. д. / 32.44472° пн. ш. 96.56778° зх. д. (32.444786, -96.567673).  За даними Бюро перепису населення США в 2010 році переписна місцевість мала площу 15,23 км², з яких 14,98 км² — суходіл та 0,25 км² — водойми.

## Демографія
Згідно з переписом 2010 року, у переписній місцевості мешкало 668 осіб у 239 домогосподарствах у складі 188 родин. Густота населення становила 44 особи/км².  Було 260 помешкань (17/км²).
Расовий склад населення:
| - 91,2 % — білих - 2,8 % — чорних або афроамериканців - 0,4 % — корінних американців - 0,1 % — азіатів - 4,8 % — осіб інших рас |

До двох чи більше рас належало 0,6 %. Частка іспаномовних становила 14,8 % від усіх жителів.
За віковим діапазоном населення розподілялося таким чином: 23,8 % — особи молодші 18 років, 61,5 % — особи у віці 18—64 років, 14,7 % — особи у віці 65 років та старші. Медіана віку мешканця становила 40,5 року. На 100 осіб жіночої статі у переписній місцевості припадало 97,1 чоловіків;  на 100 жінок у віці від 18 років та старших — 98,1 чоловіків також старших 18 років.
Середній дохід на одне домашнє господарство  становив 76 000 доларів США (медіана — 72 153), а середній дохід на одну сім'ю — 76 000 доларів (медіана — 72 153). 
Цивільне працевлаштоване населення становило 82 особи. Основні галузі зайнятості: роздрібна торгівля — 30,5 %, освіта, охорона здоров'я та соціальна допомога — 24,4 %, публічна адміністрація — 23,2 %.